# Dmitri Bobîșev
Dmitri Vasilievici Bobîșev (rusă Дмитрий Васильевич Бобышев (n. 11 aprilie 1936 la Mariupol) este un poet, traducător și critic literar rus.